# Браль
Браль (фр. Brasles) — коммуна во Франции, находится в регионе Пикардия. Департамент коммуны — Эна. Входит в состав кантона Шато-Тьерри. Округ коммуны — Шато-Тьерри.
Код INSEE коммуны — 02114.

## Население
Население коммуны на 2010 год составляло 1318 человек.
| 1962 | 1968 | 1975 | 1982 | 1990 | 1999 | 2010 |
| ---- | ---- | ---- | ---- | ---- | ---- | ---- |
| 914  | 1031 | 1005 | 1208 | 1206 | 1236 | 1318 |

## Экономика
В 2010 году среди 809 человек трудоспособного возраста (15—64 лет) 602 были экономически активными, 207 — неактивными (показатель активности — 74,4 %, в 1999 году было 75,0 %). Из 602 активных жителей работали 546 человек (271 мужчина и 275 женщин), безработных было 56 (30 мужчин и 26 женщин). Среди 207 неактивных 56 человек были учениками или студентами, 98 — пенсионерами, 53 были неактивными по другим причинам.